# 1 500 mètres masculin aux Jeux olympiques d'été de 1972 (athlétisme)
Navigation
Mexico 1968 Montréal 1976
L'épreuve du 1 500 mètres masculin aux Jeux olympiques de 1972 s'est déroulée du 8 au 10 septembre 1972 au Stade olympique de Munich, en République fédérale d'Allemagne.  Elle est remportée par le Finlandais Pekka Vasala.

## Résultats

### Finale
| Rang               | Athlète                | Pays                 | Temps        |
| ------------------ | ---------------------- | -------------------- | ------------ |
| Médaille d'or      | Pekka Vasala           | Finlande             | 3 min 36 s 3 |
| Médaille d'argent  | Kipchoge Keino         | Kenya                | 3 min 36 s 8 |
| Médaille de bronze | Rod Dixon              | Nouvelle-Zélande     | 3 min 37 s 5 |
| 4                  | Mike Boit              | Kenya                | 3 min 38 s 4 |
| 5                  | Brendan Foster         | Royaume-Uni          | 3 min 39 s 0 |
| 6                  | Herman Mignon (en)     | Belgique             | 3 min 39 s 1 |
| 7                  | Paul-Heinz Wellmann    | Allemagne de l'Ouest | 3 min 40 s 1 |
| 8                  | Vladimir Panteley (en) | Union soviétique     | 3 min 40 s 2 |
| 9                  | Tony Polhill (en)      | Nouvelle-Zélande     | 3 min 41 s 8 |
| 10                 | Tom Hansen             | Danemark             | 3 min 46 s 6 |

## Légende
Records et Performances
- AR : Record continental (area record)
- CR : Record des championnats (championship record)
- MR : Record du meeting (meet record)
- NR : Record national (national record)
- OR : Record olympique (olympic record)
- PR : Record paralympique (paralympic record)
- PB : Record personnel (personal best)
- SB : Meilleure performance personnelle de la saison (season's best)
- WL : Meilleure performance mondiale de l'année (world leader)
- WJR : Record du monde junior (world junior record)
- WR : Record du monde (world record)

Circonstances et Conditions
- DNF : N'a pas terminé (did not finish)
- DNS : N'a pas pris le départ (did not start)
- DQ : Disqualification (disqualification)
- NM : Aucun essai valable enregistré (No Mark)
- Q : Qualifié « directement » au prochain tour (ou à la prochaine compétition), lors d'une compétition majeure, grâce au classement ou à la réalisation des minima (automatic qualifier)
- q : Qualifié au prochain tour (ou à la prochaine compétition), lors d'une compétition majeure, grâce au repêchage ou à la réalisation de l'une des meilleures performances parmi celles des « non qualifiés directement » (grâce au meilleur temps ou à la meilleure distance par exemple) (secondary qualifier)